# Barbara Brennan
Barbara Ann Brennan (* 19. Februar 1939; † 3. Oktober 2022) war eine US-amerikanische sogenannte Geistheilerin und Autorin esoterischer Bücher.

## Leben und Wirken
Barbara Ann Brennan studierte Physik an der Universität von Wisconsin in Madison, erwarb 1962 den Bachelor und schloss zwei Jahre später mit einem Master in Aeronomie ab. Sie arbeitete als Forscherin am Goddard Space Flight Center der NASA, wo sie sich mit der Reflexion von Sonnenlicht durch die Erde beschäftigte.
Später hat sie nach eigenen Angaben eine zweijährige psychotherapeutische Ausbildung bei der Community of the Whole Person in Washington D.C. absolviert sowie ab 1978 eine dreijährige Ausbildung in Core Energetics, eine mit der Bioenergetik und den Therapieansätzen Wilhelm Reichs verwandten Form der Körperpsychotherapie am Institute for Core Energetics in New York, darauf soll eine fünfjährige Ausbildung in Spiritual Healership am Phoenicia Pathwork Center in Phoenicia, New York, gefolgt sein.
Brennan gründete in Südflorida die Barbara Brennan School of Healing (BBSH), die einen nicht anerkannten Magistergrad und einen Berufsabschluss („a Professional Studies diploma“) in ihrer Heilmethode Brennan Healing Science anbietet. Die Schule ist nicht akkreditiert, sondern lediglich durch den Bundesstaat Florida lizenziert. 2003 eröffnete sie die Barbara Brennan School of Healing Europe (BBSHE) in Mondsee in Österreich. Im September 2006 wurde die Schule nach Bad Neuenahr in der Nähe von Bonn verlegt und 2008 nach Bad Ischl, wo sie bis 2015 Bestand hatte.

## Brennans esoterische Vorstellungen
1990 erschien ihr erstes Buch „Licht-Arbeit“ auf dem deutschen Markt. Laut Brennans eigenen Angaben erreichte es weltweit eine Auflage von über einer Million und sei in 22 Sprachen übersetzt worden. 1994 erschien auch ihr zweites Buch „Licht-Heilung“ auf Deutsch.
Brennan beschreibt die Aura als ein in neun Ebenen gegliedertes System, von dem vier der physischen Welt und die restlichen der geistigen Welt zugeordnet sein sollen. Die unterste Auraebene bringt Brennan mit Akupunkturmeridianen in Verbindung, wie sie in der alternativmedizinischen Traditionellen Chinesischen Medizin postuliert werden.
Brennan beschreibt ein System aus 7 Hauptchakren, 21 Nebenchakren und zahlreichen Energiepunkten, die Energie von den höheren Auraebenen zu den tieferen Ebenen heruntertransformieren sollen. Außerdem zählt Brennan diverse Arbeiten zum Thema Aura im weiteren und engeren Sinne auf.

## Werke
- Hands of Light, deutsch: Licht-Arbeit. Heilen mit Energiefeldern, ISBN 3-442-14151-6
- Light Emerging, deutsch: Licht-Heilung. Der Prozeß der Genesung auf allen Ebenen von Körper, Gefühl und Geist, ISBN 3-442-12222-8
- Core Light Healing. My Personal Journey and Advanced Healing Concepts for Creating the Life You Long to Live, Hay House UK 2017, ISBN 978-1781809464